# Universidade da Colúmbia Britânica

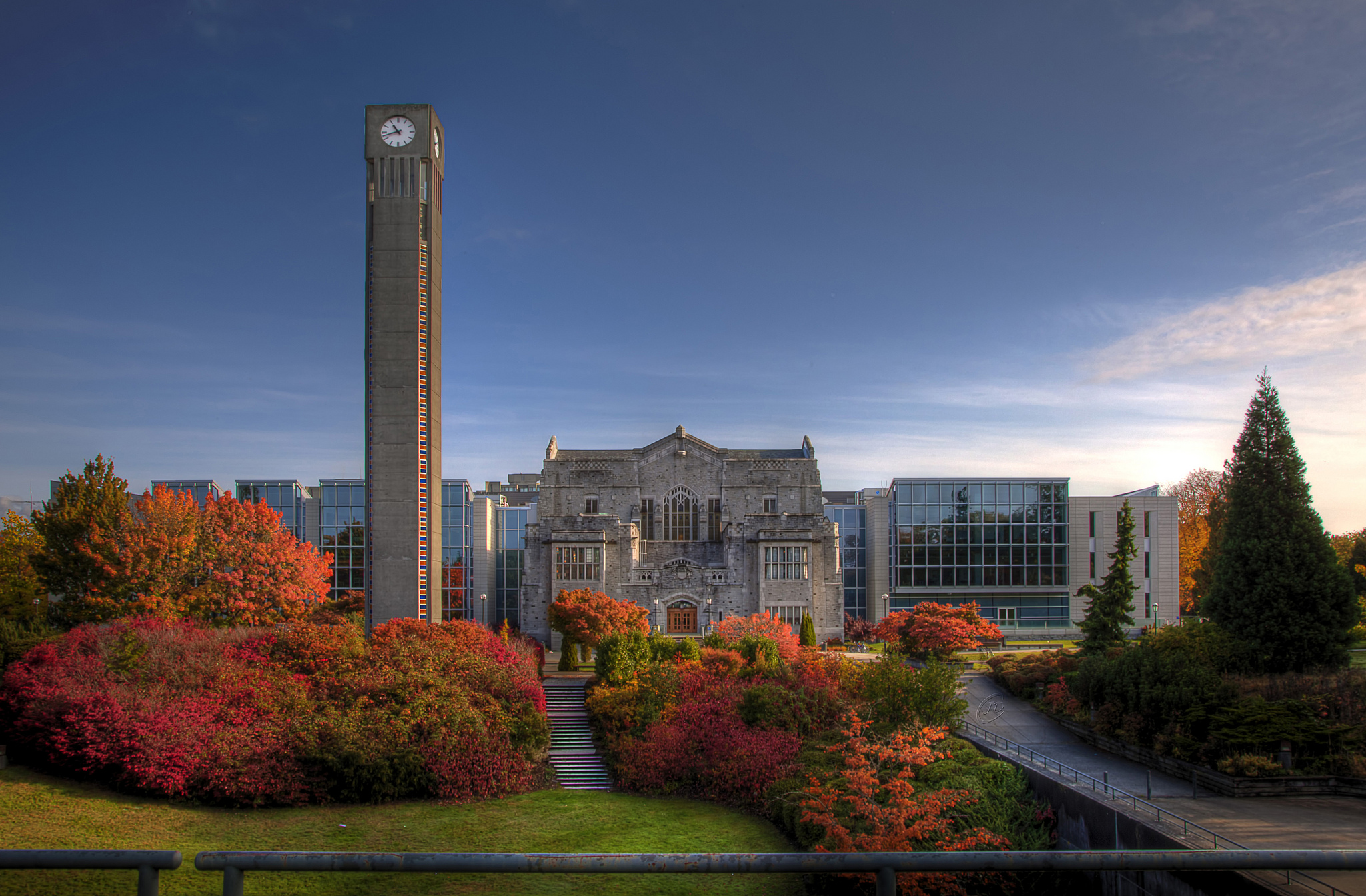
O prédio da biblioteca do campus de Vancouver.

A Universidade da Colúmbia Britânica (em inglês, University of British Columbia, UBC) é uma universidade pública no Canadá. Está localizada na província da Colúmbia Britânica, com campi em Vancouver e em Kelowna. Fundada em 1908, sob o nome de McGill University College of British Columbia, a universidade adotou o atual nome em 1915. É a instituição de ensino superior mais antiga da província da Colúmbia Britânica, possuindo 59.659 estudantes, sendo 48.895 na graduação e 10.764 na pós-graduação.
Nos seus campus estará localizada, a partir de 2017, quando estiver pronta, a maior estrutura de madeira do mundo, a residência universitária Brock Commons.